# Imgrade
Imgrade (franska: Imgrade (CR), Imgrade (Commune Rurale), arabiska: ايدا وكازو) är en kommun i Marocko.   Den ligger i provinsen Essaouira och regionen Marrakech-Safi, i den centrala delen av landet, 400 km sydväst om huvudstaden Rabat. Antalet invånare är 7 089.